# Primeiro Consistório Ordinário Público de 1863

## Cardeais Eleitores
| Nº                 | País               | Nome                                 | Idade              | Cargo                                            | Título ou Diaconia                                    |
| Cardeais eleitores | Cardeais eleitores | Cardeais eleitores                   | Cardeais eleitores | Cardeais eleitores                               | Cardeais eleitores                                    |
| ------------------ | ------------------ | ------------------------------------ | ------------------ | ------------------------------------------------ | ----------------------------------------------------- |
| 1                  | Itália             | Giuseppe Luigi Trevisanato           | 62                 | Patriarca de Veneza                              | Cardeal-presbítero de Santos Nereu e Aquileu          |
| 2                  | Itália             | Antonio Saverio De Luca              | 57                 | Núncio apostólico na Áustria                     | Cardeal-presbítero de Santos Quatro Mártires Coroados |
| 3                  | Itália             | Giuseppe Andrea Bizzarri             | 60                 | Secretário da Congregação dos Bispos e Regulares | Cardeal-presbítero de São Jerônimo dos Croatas        |
| 4                  | Espanha            | Luis de la Lastra y Cuesta           | 59                 | Arcebispo de Sevilha                             | Cardeal-presbítero de São Pedro Acorrentado           |
| 5                  | França             | Jean Baptiste François Pitra, O.S.B. | 50                 | Monge da Ordem de São Bento                      | Cardeal-presbítero de São Tomé em Parione             |
| 6                  | Itália             | Filippo Maria Guidi, O.P.            | 47                 | Arcebispo de Bolonha                             | Cardeal-presbítero de São Sisto                       |
| 7                  | Itália             | Francesco Pentini                    | 65                 | Ministro de Estado dos Estados Papais            | Cardeal-diácono de Santa Maria em Portico Campitelli  |

## Link Externo
- «Catholic Hierarchy» (em inglês)